# Louis de Nogaret de La Valette d'Épernon
Pour les articles homonymes, voir Nogaret (homonymie) et Famille Nogaret de La Valette.
Louis de Nogaret d'Épernon, dit le « cardinal de La Valette », né le 8 février 1593 à Angoulême et mort le 28 septembre 1639 à Rivoli, est un militaire et homme d'Église français. Il est archevêque de Toulouse et lieutenant général des armées du roi.

## Biographie
Louis de Nogaret d'Épernon est le troisième fils de Jean Louis de Nogaret de La Valette (1554-1642), duc d'Épernon, et de Marguerite de Foix-Candale.
À 6 ans, en 1599, il reçoit l'abbaye de Grandselve. En 1611, il échange cette abbaye avec le cardinal François de Joyeuse contre l'archevêché de Toulouse. Il devient abbé de Saint-Victor de Marseille, Saint-Victor de Metz, Saint-Sernin de Toulouse, Saint-Mélaine de Rennes, de la Grasse, de Berdouesand et Gard-sur-la-Somme, de Saint-Memmie de Châlons. Il est prieur de Saint-Martin-des-Champs. Il devient aumônier de Louis XIII.

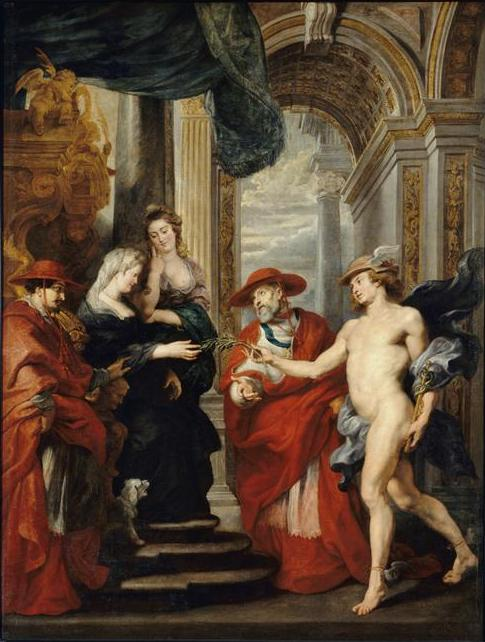
Peter Paul Rubens (1577–1640), Le Traité d'Angoulême le 30 avril 1619, dit autrefois : La réconciliation de Marie de Médicis avec son fils, entre 1621 et 1625, huile sur toile, Musée du Louvre.

À Rome, avec son précepteur François Guyet, lors du consistoire du 11 janvier 1621, le pape Paul V le crée cardinal-diacre de « S. Adriano al Foro ».
Il commanda l'armée d'Allemagne, conjointement avec le duc de Saxe-Weimar, par pouvoir du 29 juin de 1635. Il partagea la gloire des expéditions de ce duc, à la prise de Bingen, à la levée du siège de Mayence, à la prise de Deux-Ponts, à la retraite de l'armée d'auprès de Mayence.
Le cardinal de La Valette servit sous les ordres du cardinal de Richelieu, (ce qui lui valut le surnom de cardinal valet) pendant la guerre de Trente Ans.

## Armoiries
Écartelé : aux I et IV, parti : au 1, d'argent à un noyer de sinople (de Nogaret), de gueules à la croix de Toulouse d'or (de L'Isle-Jourdain), à un chef de gueules chargé d'une croix potencée d'argent sur le tout ; aux II et III, contre écartelé : aux 1 et 4, d'or, à trois pals de gueules (de Foix), aux 2 et 3, d'or à deux vaches passantes de gueules, l'une sur l'autre, accornées, colletées et clarinées d'azur (de Béarn).